# La storia della mafia
La storia della mafia è un saggio scritto da Leonardo Sciascia nell'aprile 1972, inizialmente pubblicato nello stesso anno solo in forma di articolo comparso su Storia illustrata. La pubblicazione in volume è avvenuta solo nel 2013, in un libro dell'editore Barion, Milano.
Sciascia compie un'accurata ricostruzione della storia del termine mafia che compare nel 1868 in un dizionario, quello di Antonino Traina.  Peraltro era già segnalato da Giuseppe Pitrè con una connotazione positiva di uomo coraggioso mentre si deve a Giuseppe Rizzotto in I mafiusi de la Vicaria il senso di associazione criminale. Sciascia si sofferma sulla tesi espressa dallo storico inglese Eric Hobsbawm che osserva che il termine mafia diventa di uso comune solo dopo lo sbarco a Marsala di Garibaldi. Ma anche dopo un secolo la mafia è per Sciascia profondamente compenetrata nel potere statale. 

## Edizioni
- Leonardo Sciascia, La storia della mafia Milano Barion, 2013, ISBN 978-88-6759-001-8